# 西秦岭隧道
西秦岭隧道属于兰渝铁路中段，地处甘肃省陇南市武都区透防乡潘家沟与洛塘镇老盘底之间，主隧道全长28.238公里。该隧道计划总投资40.5亿元，长度列世界第九，中国第二，2008年8月5日，西秦岭隧道工程在北京举行正式招标会。目前西秦岭隧道工程项目初步设计已通过铁道部工程鉴定中心审查并批复，项目建设前期工作基本完成，控制性工程已具备先期开工条件。2008年9月下旬，中国隧道集团公司及中铁十八局集团的施工人员和机械设备已进入现场。西秦岭隧道目前设计采用TBM施工方式，建设工期预计五年零五个月。2014年7月19日，西秦岭隧道全线贯通。並於2016年12月26日投入使用。